# Estrugamou-palota
Az Estrugamou-palota Buenos Aires egyik jellegzetes lakóépülete. Az 1929-ben átadott, francia stílusú, díszes bérház a tengerparttól nem messze, Retiro kerületben található.

## Története
A ház építése 1924-ben kezdődött meg egy, az Esmeralda és a Juncal utcákat is érintő nagy földterületen. Tervezője az argentin származású, ám a francia Ecole des Beaux Arts iskolában végzett Eduardo Sauze és a francia Auguste Huguier volt, aki 1910-ben érkezett az országba. Nevét arról a francia–baszk családból származó földbirtokosról, Alejandro Fernando Estrugamou Larrartról kapta, aki építtette. Célja az volt, hogy tehetősebb családok nem kevés pénzért bérelhessenek itt lakásokat, ezért magát az épületet is elég fényűzőre építették: az ajtók zárszerkezeteit és kilincseit például Franciaországból hozatták, a padlót szlavóniai tölgyből készítették, és szintén import márványt használtak fel a lépcsőkhöz és a belső csarnokok padlózatához. Bár abban az időben sokan gyanús szemmel tekintettek az ilyen nagy társasházakra, a luxuskörülmények mégis többeket meggyőztek a felsőbb osztálybeliek közül, így 1929-es átadása után az épület nem maradt üresen. Itt lakott többek között Marcelo Torcuato de Alvear korábbi államelnök és felesége, Regina Pacini is.

## Leírása
Maga a palota négy darab nyolcszintes épületrészből áll, amelyek egy belső udvart fognak közre. Minden épület egy-egy szintjén egy-egy tágas lakás helyezkedik el (az egész épületben összesen 34): van bennük külön ebédlő, nappali, öt hálószoba a bérlőknek és három a személyzetnek. Az épület stílusát a francia Beaux-Arts jellemzi, ennek köszönhetően tervrajza precíz és szimmetrikus, bejáratai és belső lépcsőházai nagyszabásúak. Középső udvarára az ókori Szamothrakéi Niké szobor bronzból készült másolatát helyezték el.

## Képek

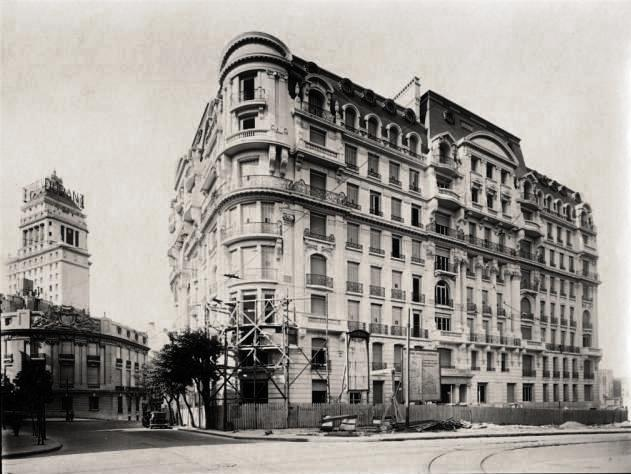
A már majdnem kész épület 1929 körül
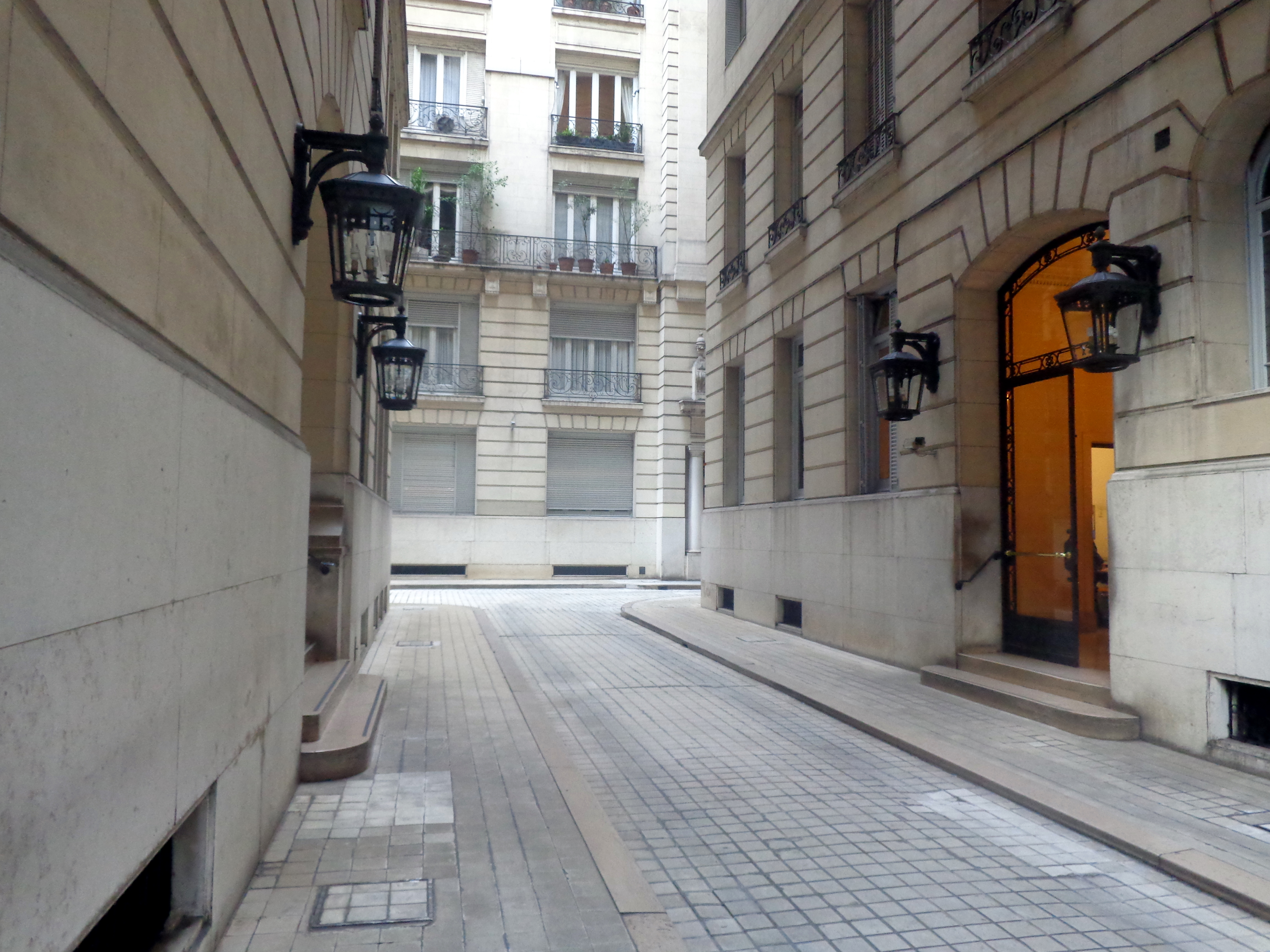
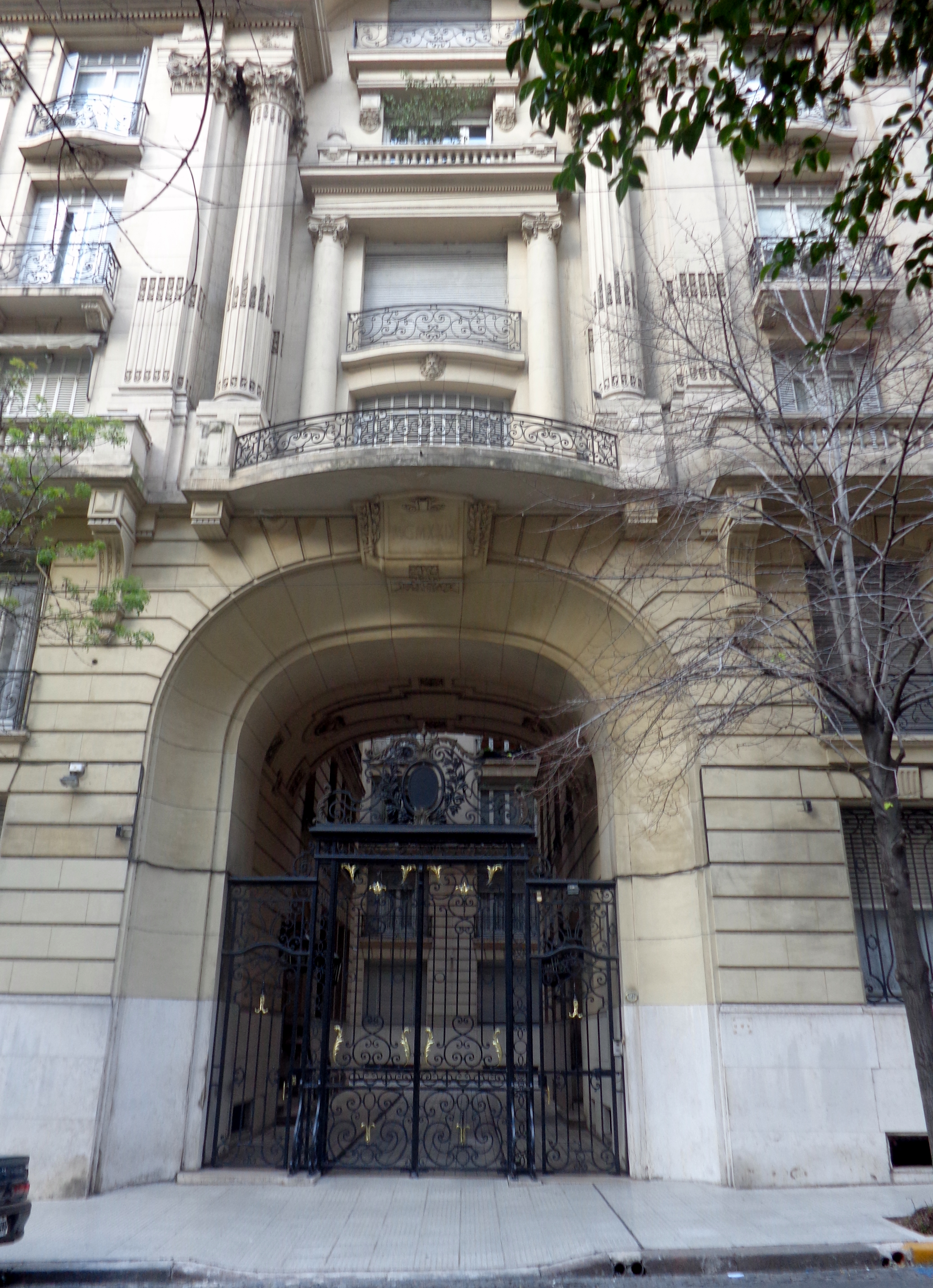
Főkapu
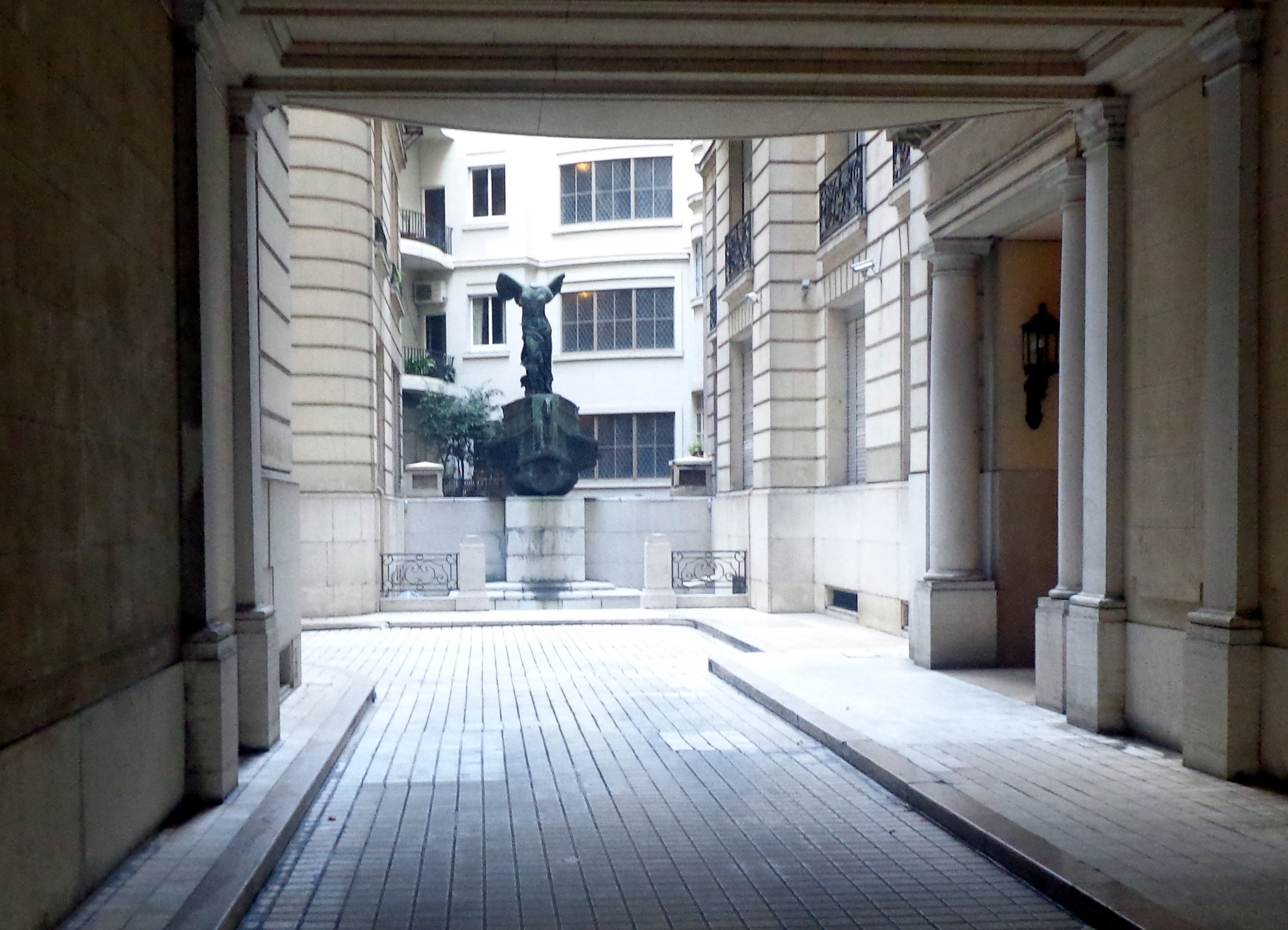
A Szamothrakéi Niké bronzból készült másolata